# Дубки (Минский район)
Дубки́ (бел. Дубкі́) — деревня в Минском районе Минской области Республики Беларусь. В составе Новодворского сельсовета.Расположена в 7 км южнее Минска.

## История

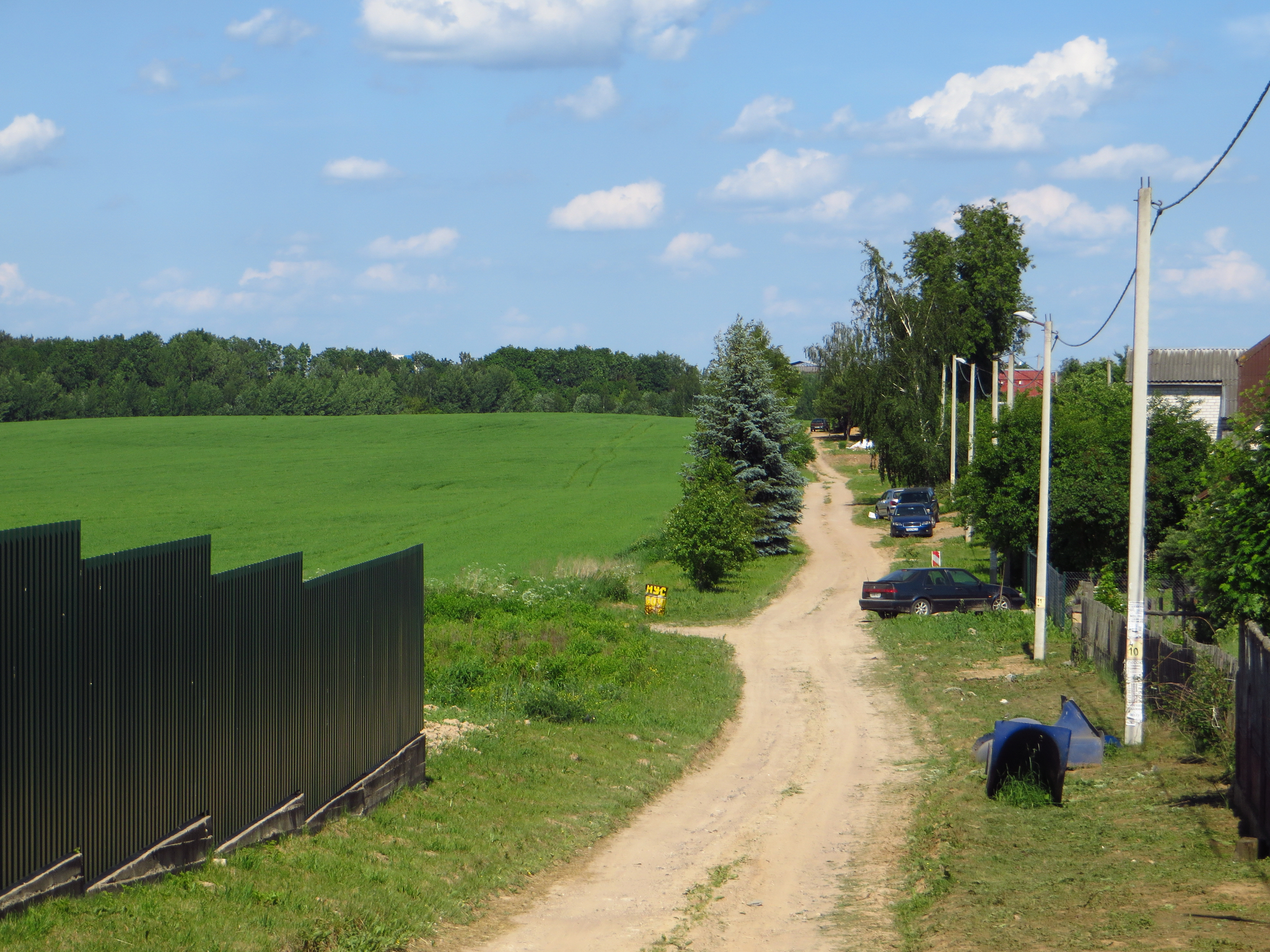
Восточная часть деревни, 2019 год

Во Вторую мировую войну с конца июня 1941 года до начала июля 1944 года деревня была оккупирована Германией. Оккупационными властями были сожжены 4 двора и убиты 4 жителя.
До 5 марта 1959 года Дубки входили в состав Гатовского сельсовета.

## Климат
Климат здесь умеренный, с теплым летом и мягкой зимой. Средняя температура января — минус 6,8 °C, июля-плюс 17,5 °C. Зимой преобладают южные ветры, летом-восточные и северо-восточные. Средняя скорость ветра 3 м/сек. Годовое количество осадков 550-650 мм.

## Население

### Динамика
- 1941 год — 12 жителей, 4 двора;
- 1997 год — 41 житель, 23 хозяйства;
- 1999 год — 19 жителей;
- 2009 год — 15 жителей;
- 2010 год — 15 жителей.